# Erritsø Sogn
Erritsø Sogn er et sogn i Fredericia Provsti (Haderslev Stift).
I 1800-tallet var Erritsø Sogn anneks til Sankt Michaelis Sogn i Fredericia købstad. Erritsø Sogn hørte til Elbo Herred i       Vejle Amt. Erritsø sognekommune blev ved kommunalreformen i 1970 indlemmet i Fredericia Kommune.
I Erritsø Sogn ligger Erritsø Kirke.
Efter at Lyng Kirke var indviet i 1994, blev Lyng Sogn oprettet i 2004 og udskilt fra Erritsø Sogn.
I sognet findes følgende autoriserede stednavne:
- Brovad (bebyggelse)
- Erritsø (bebyggelse, ejerlav)
- Erritsø Mose (bebyggelse)
- Havløkke (bebyggelse)
- Ladegårdsskov (bebyggelse)
- Mølleskov (bebyggelse)
- Sølyst Strand (bebyggelse)
- Sønderskov (bebyggelse)
- Sønderskov Strand (bebyggelse)